# 조종 (심리학)
심리학에서 조종(manipulation)은 흔히 한 사람의 목표를 수월하게 하는 비밀스럽거나 미묘한 방식으로 타인에게 영향을 끼치거나 통제하도록 설계된 행동을 말한다. 타인을 조종하는 방식으로는 유혹(seduction), 제안, 강제, 블랙메일(blackmail)이 있다. 조종은 타인을 이용하기 때문에 보통 정직하지 못한 사회 영향(social influence) 형태로 여긴다. 사람은 조종과 기만 행동을 타고 났으며, 특정한 성격 특성이나 성격장애의 행동이기도 한 주요 차이점이 있다.